# Epistaurus
Epistaurus is een geslacht van rechtvleugeligen uit de familie veldsprinkhanen (Acrididae). De wetenschappelijke naam van dit geslacht is voor het eerst geldig gepubliceerd in 1889 door Bolívar.

## Soorten
Het geslacht Epistaurus omvat de volgende soorten:
- Epistaurus aberrans Brunner von Wattenwyl, 1893
- Epistaurus bolivari Karny, 1907
- Epistaurus crucigerus Bolívar, 1889
- Epistaurus diopi Mestre, 2001
- Epistaurus meridionalis Bi, 1984
- Epistaurus sinetyi Bolívar, 1902
- Epistaurus succineus Krauss, 1877